# 좌승조
좌승조(左丞祖, ? ~ 192년)는 중국 후한 말의 정치가이다.

## 생애
공융(孔融)을 섬겼다.
지모가 밝았으며, 동료 유의손(劉義遜)과 함께 청렴한 인재라는 평이 있었다. 공융은 유의손과 그를 항상 칭찬했지만 절대로 중히 쓰지 않았고, 오히려 말만 그럴듯할뿐 별 재능이 없는 왕자법(王子法)과 유공자(劉孔慈)를 중용하였다.
초평(初平) 3년(192년), 황건적(黃巾賊) 잔당 관해(官亥)의 공격을 받은 공융은 도창현(都昌縣)으로 퇴각하였다.
당시 공융은 약소 세력임에도 불구하고 어떤 세력과도 제휴를 맺지 않았는데, 좌승조는 원소(袁紹)나 조조(曹操) 등 강한 쪽에 붙으라고 권하였다. 원소와 조조를 장차 한(漢)왕실을 뒤엎으려 하는 인물로 보고 있었던 공융은 이 말에 분노하여 좌승조를 죽였다.
공융이 좌승조와 유의손을 중용하지 않은 이유는 명시적으로 언급되지 않았으나, 좌승조의 최후와 평소 한나라의 충신임을 자부하던 공융의 성향 등으로 미루어 보았을 때, 좌승조와 유의손은 복고적인 이상주의자였던 공융과 달리 시류에 영합하는 측면이 강했기 때문에 소외된 것으로 여겨진다.